# Тралфамадор
Тралфамадор е родната планета на извънземните пришълци в някои от романите на Кърт Вонегът.
Детайлите за жителите и се променят от роман в роман.
В Кланица-5 те са същества, които съществуват паралелно във всички времеви точки. Така те са привилегировани да познават бъдещи събития, включително виждат разрушаването на Вселената, когато Тралфамадорски пилот-изпитател изпробва нов модел двигател за космически кораб. Те отвличат героя на романа Били Пилгрим и го затварят в прозрачна клетка в зоопарка на Тралфамадор заедно с отвлечена известна земна порноактриса.
В Сирените на Титан Тралфамадор е родина на цивилизация от роботи, които изпращат своя пратеник Сало да отнесе послание към обитателите на далечна галактика. След повреда на кораба му, Сало е принуден да кацне на Титан, спътник на Сатурн, и там изчаква пристигането на необходимата му резервна част. Посредник при доставката е земният жител Уинстън Найлс Ръмфорд. Сало съществува и се движи по нормалните физически закони, докато Ръмфорд и кучето му са размити във времето, подобно на тралфамадорците в Кланица-5.
В Бога да Ви поживи, мистър Розуотър се описва еволюцията на планетата. Когато технологииите на Тралфамадор се развили достатъчно, нормалните живи същества, подобни на нас, хората, постепенно били изместени от машини-роботи, толкова съвършени, че за жителите на Тралфамадор животът загубил смисъла си и те се самоубили масово.